# Ignacy Dulęba
Ignacy Dulęba (ur. 1961) – polski profesor nauk technicznych. Wykładowca na Wydziale Elektroniki Politechniki Wrocławskiej. Specjalizuje się w zagadnieniach z zakresu Robotyki Teoretycznej, w szczególności w zastosowaniu technik optymalizacyjnych i planowaniu ruchu układów nieholonomicznych.
Absolwent Wydziału Elektroniki Politechniki Wrocławskiej (automatyka i robotyka 1986, informatyka 1988). Doktorat w Instytucie Cybernetyki Technicznej w 1992 r.  Habilitacja na Wydziale Elektroniki i Technik Informacyjnych Politechniki Warszawskiej w 1999 r. Tytuł profesora uzyskał w 2007 roku. Autor lub współautor ponad 130 publikacji naukowych.